# Coelidiana croceata
Coelidiana croceata är en insektsart som beskrevs av Henry Fairfield Osborn 1923. Coelidiana croceata ingår i släktet Coelidiana och familjen dvärgstritar. Inga underarter finns listade i Catalogue of Life.